# Cedrelopsis gracilis
Espèce
Statut de conservation UICN

CR : 
En danger critique
Cedrelopsis gracilis est une espèce de plantes à fleurs de la famille des Rutaceae et du genre Cedrelopsis, endémique de Madagascar. L'aire de répartition de Cedrelopsis gracilis est très restreinte : elle ne couvre que 9 km2. L'espèce est absente des zones protégées et connaît un déclin continu à cause de la destruction de son habitat par des incendies annuels et l'exploitation locale du bois. Elle est donc évaluée comme en danger critique d'extinction par l'Union internationale pour la conservation de la nature, qui recommande de mener des recherches supplémentaires sur le terrain et de développer une stratégie de conservation pour cette espèce.